# Antonio Stradivari

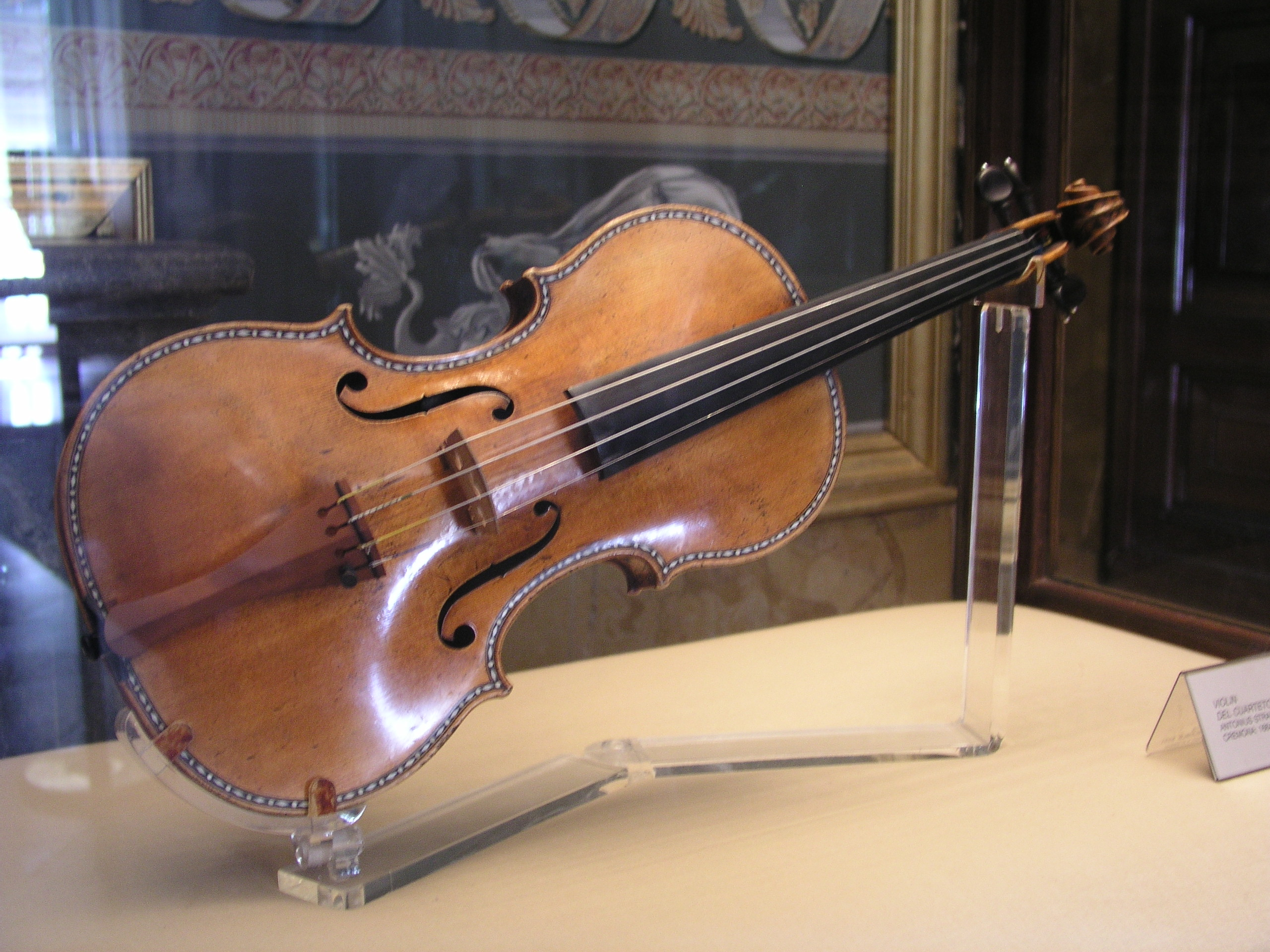
Stradivarius II från 1687/1679, Palacio Real, Madrid.

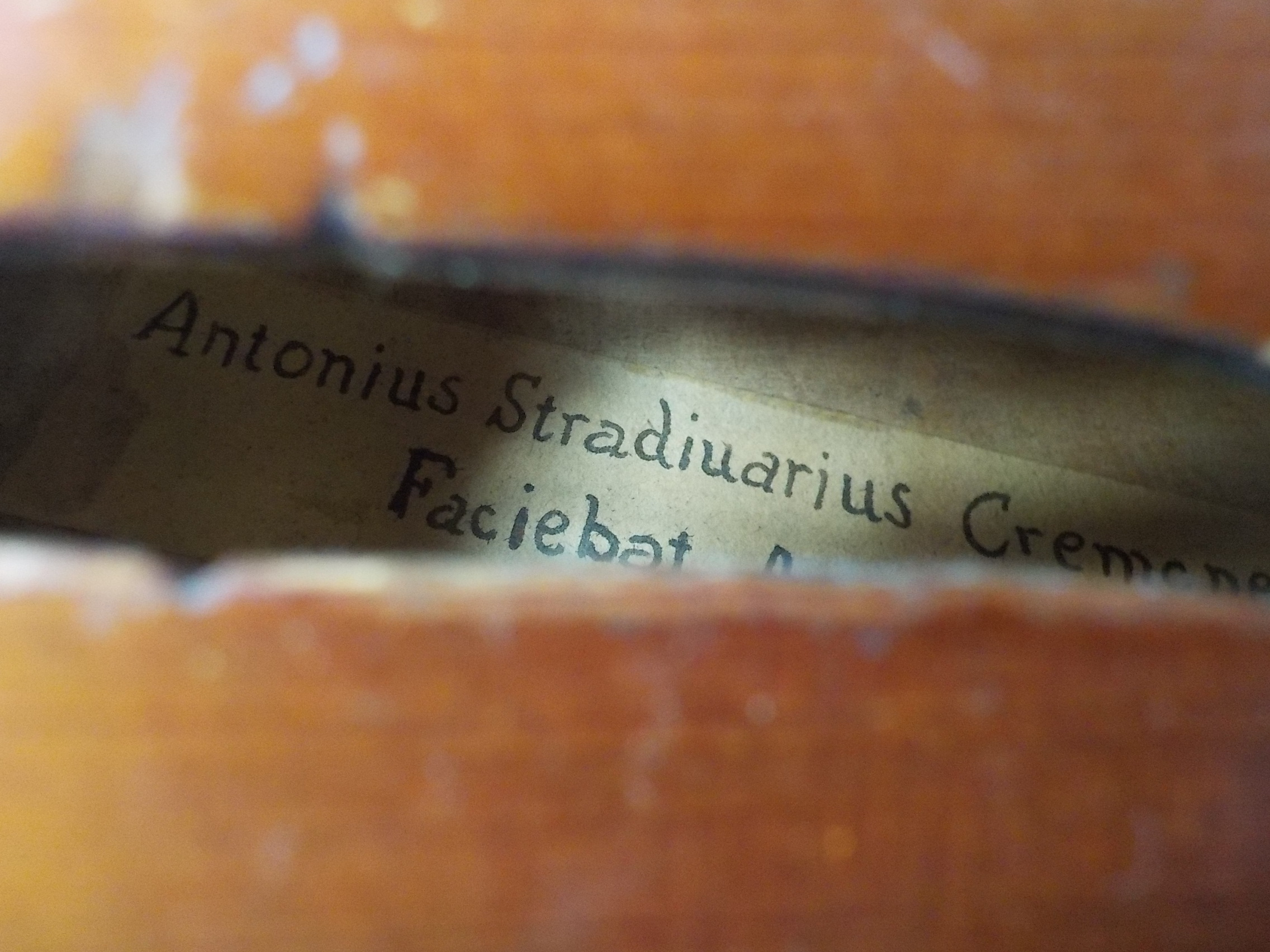
Stradivariuskopia - fiol byggd omkring 1915, sannolikt i Danmark, försedd med stradivariusetikett, vilket inte var helt ovanligt.

Antonio Stradivari (latiniserat Antonius Stradivarius), född cirka 1644 i Cremona, Italien, död 18 december 1737 i Cremona, var en välkänd italiensk violinmakare.
Stradivari tros ha skapat omkring 1 100 musikinstrument, däribland violiner, violor, celli och viola da gambor.
Hans tidigare violiner var små som Amatis, men från 1684 och ytterligare 1700 gjorde han sin modell större och ståtligare.
Hans instrument brukar räknas som de finaste stråkinstrument som någonsin skapats. De är väldigt högt värderade och spelas av professionella musiker än idag.[källa behövs]
Idag finns det ungefär 600 av Antonio Stradivaris violiner kvar. Vissa av hans violiner har blivit stulna och är försvunna ännu idag.[källa behövs]
Stradivaris grav återfinns i Piazza Roma i Cremona i Italien.
Av hans elva barn ägnade sig sönerna Francesco (1671–1743) och Omobono (1679–1742) åt faderns yrke och arbetade tillsammans med honom.

## Några uppmärksammade försäljningar
Nedan anges några uppmärksammade försäljningar av Stradivarius-fioler:
- 2005 – Stradivarius-violin med smeknamnet "Lady Tennant" såldes för drygt 2 miljoner dollar på auktionshuset Christie's i New York.[7]
- 2006 – Stradivarius-violinen "The Hammer" / "Hammaren" tillverkad 1707 såldes för 3,54 miljoner dollar på samma auktionshus. Namnet är efter svenske storsamlaren Christian Hammer (1818–1905), som en gång ägde instrumentet.[7]
- 2011 – Stradivariusfiolen "Lady Blunt" tillverkad 1721 såldes i London för motsvarande cirka 15,7 miljoner dollar.[8][9]
- 2022 – Stradivariusfiolen "da Vinci, ex-Seidel" tillverkad 1714 såldes för 15,3 miljoner dollar, strax under rekordet från försäljningen 2011 av fiolen "Lady Blunt".[10]

## Kollektion påMetropolitan Museum of Art, New York

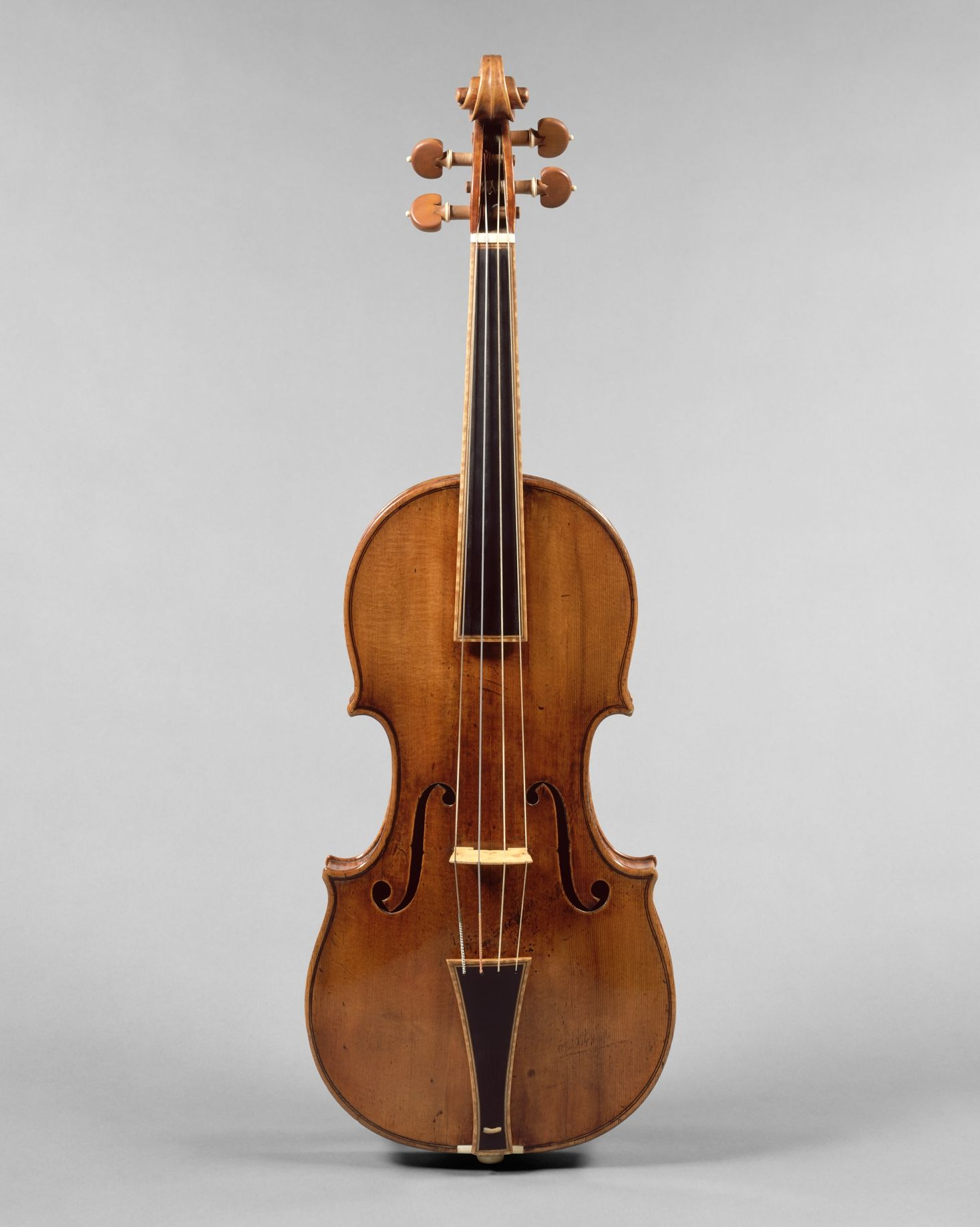
"Gould", violin (1693).
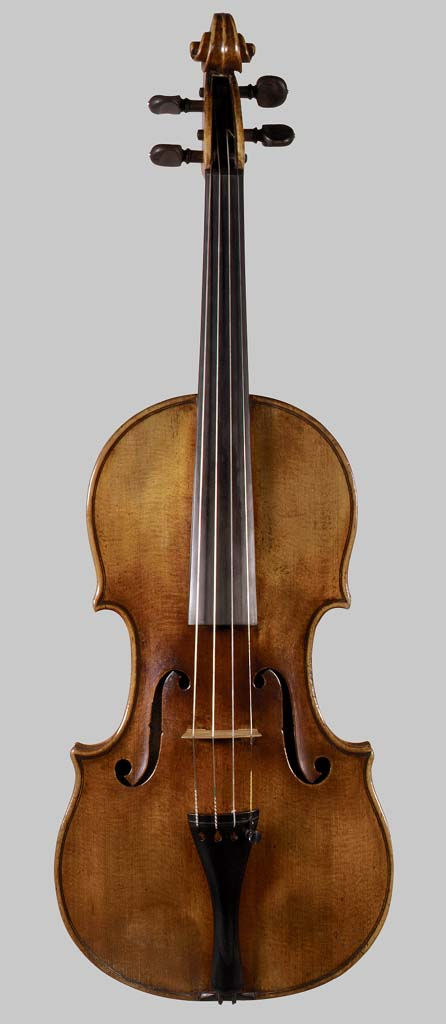
"Francesca", violin (1694).
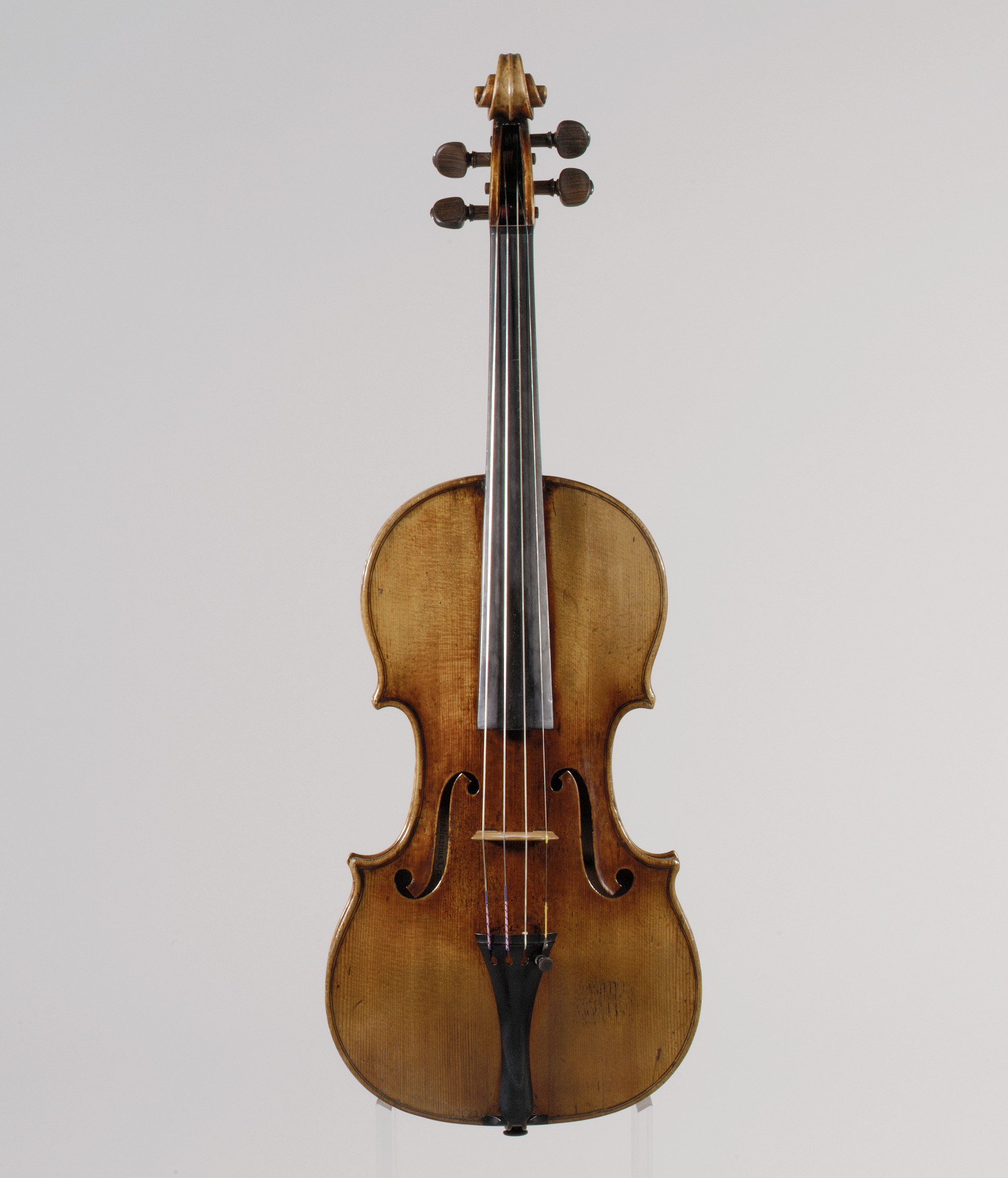
"Antonius", violin (1711).